# Nina Dobrev
Nina Dobrev, właśc. Nikolina Kamenowa Dobrewa (ur. 9 stycznia 1989 w Sofii) – kanadyjska aktorka i modelka pochodzenia bułgarskiego. Grała w serialu Pamiętniki wampirów i filmach: Charlie (2012), Udając gliniarzy (2014), xXx: Reaktywacja (2017).

## Życiorys

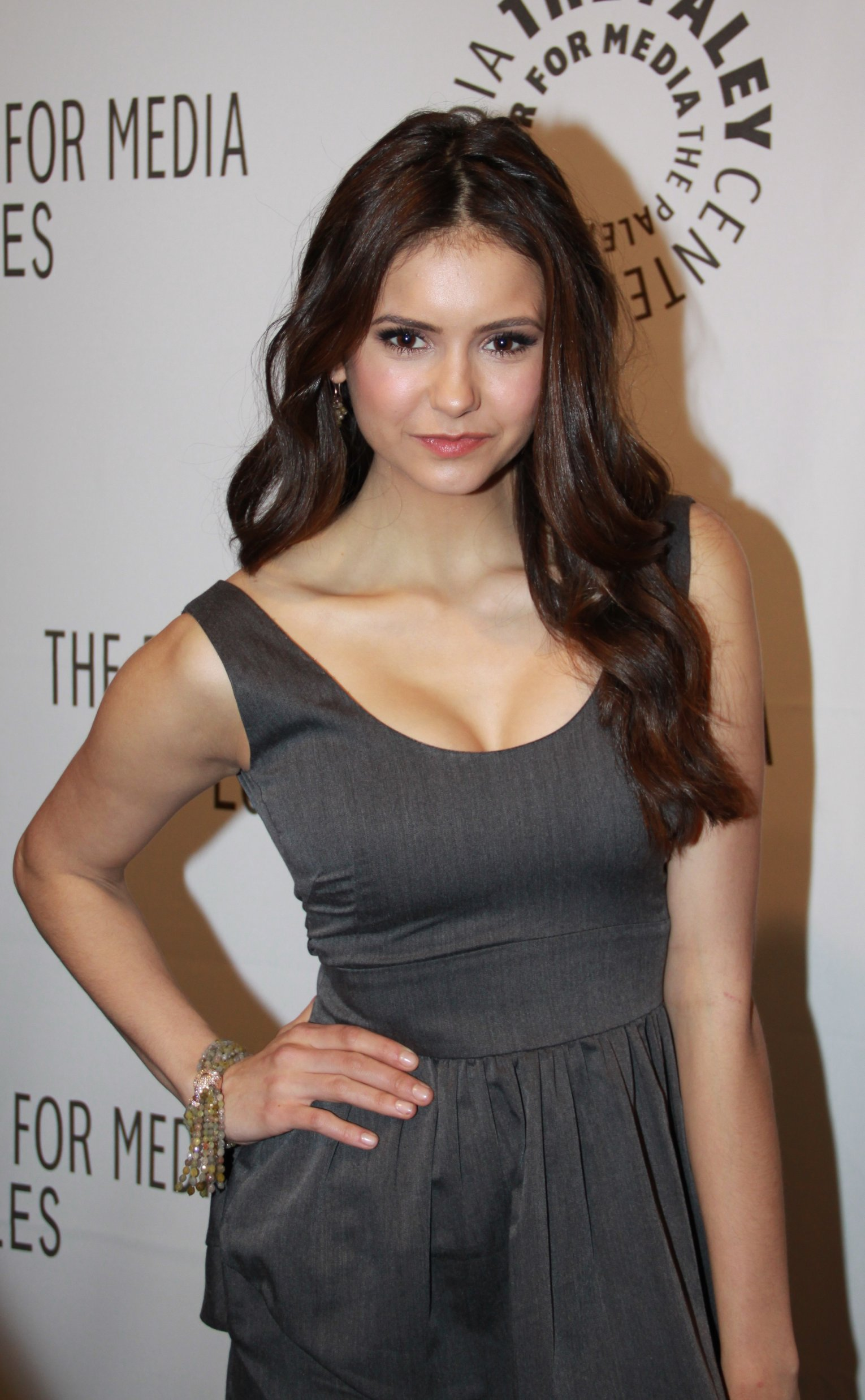
Dobrev na PaleyFest (2010)

Gdy miała dwa lata, jej rodzina przeprowadziła się do Kanady i od tamtej pory dorastała już w Toronto. Od najmłodszych lat okazywała wielkie zainteresowanie tańcem, gimnastyką, muzyką i teatrem. Często przyjeżdża do Europy, aby odwiedzić rodzinną Bułgarię.
W 2001 zadebiutowała w telewizji w serialu Degrassi: Nowe pokolenie jako Mia. Jej debiut filmowy to Daleko od niej z 2006. Duży rozgłos przyniosła jej rola Eleny w serialu Pamiętniki wampirów, ekranizacji serii książek Pamiętniki wampirów napisanych przez L.J. Smith. Premiera serialu jesienią 2009 przyniosła aktorce międzynarodową popularność, a z każdym kolejnym sezonem Nina Dobrev ugruntowywała swoją pozycję w branży. W 2014, po zakończeniu 5. sezonu, aktorka zdecydowała, że kolejny sezon, w którym wystąpi, będzie jej ostatnim; i tak w maju 2015 został wyemitowany ostatni odcinek z jej udziałem w Pamiętnikach Wampirów. Następnie aktorka chciała się skupić na rozwijaniu swojej kariery w branży filmowej, nie chcąc zostać zaszufladkowaną do roli Eleny Gilbert, którą odgrywała przez 6 lat. Kanadyjka wystąpiła w wielu produkcjach filmowych: Udając Gliniarzy (2014), Dziewczyny Śmierci (2015), Linia Życia (2017), Crash Pad (2017), xXx: Reaktywacja (2017), Dog Days (2018) oraz Kiedy się pojawiłaś (2019). Żadna z tych produkcji nie wyniosła kariery Niny Dobrev na wyższy poziom, ani żaden film nie osiągnął sukcesu komercyjnego. 
Przed premierą 8. sezonu Pamiętników Wampirów, w 2016, Julie Plec, reżyserka serialu, poinformowała, iż będzie to ostatni sezon serialu, wieńczący cały cykl. Nina już w 2015, wraz z odejściem z serialu, powiedziała, iż z chęcią powróci na jego plan, lecz tylko na finał serii. I tak się stało: w lutym 2017 do internetu wyciekły zdjęcia z realizacji finałowego odcinka z Niną Dobrev. Ósmy i zarazem finałowy sezon, w odróżnieniu do poprzednich, posiadał 16 odcinków, a nie 22, i właśnie szesnasty, w którym Nina Dobrev ponownie wcieliła się w rolę Eleny Gilbert i Katherine Pierce, został wyemitowany 11 marca 2017. Zakończenie serialu, którego emisja trwała aż 8 lat, zyskało niepochlebne opinie.  
W dniu 30. urodzin aktorki, 9 stycznia 2019, zadebiutował nowy serial Fam, z Dobrev w roli głównej. Serial cieszył się względną popularnością, osiągając z każdym odcinkiem około miliona widzów, jednakże po pierwszym sezonie jego realizację zarzucono. 12 sierpnia 2019 Nina dostała za swoją rolę w nim nagrodę jako ulubiona komediowa aktorka w głosowaniu TeenChoiceFox.

## Życie prywatne
Od wczesnego dzieciństwa trenowała balet i gimnastykę i w połowie pierwszej dekady XXI w., mając kilkanaście lat, wzięła udział w międzynarodowych zawodach gimnastycznych w Czechach. Podczas realizacji Pamiętników Wampirów żyła w Atlancie, ale po opuszczeniu serialu w 2015 przeprowadziła się do Los Angeles. Ma obywatelstwo kanadyjskie i płynnie posługuje się nie tylko j. angielskim, ale też francuskim i bułgarskim. Studiowała socjologię na Ryerson University, jednak zrezygnowała ze studiów na rzecz rozwijania swojej kariery filmowej.
Ma starszego brata Aleksandra Dobrev; jej ojciec jest informatykiem, a matka artystką.
Była związana przez trzy lata z Ianem Somerhalderem, z którym rozstała się w maju 2013. Spotykała się również z Austinem Stowellem (2015), Glenem Powellem (2016-2017) i Grantem Mellonem (2019). Od 2019 jej partnerem jest amerykański snowboardzista Shaun White. 

## Filmografia
- 2006: Daleko od niej (Away from Her) – jako Monica Anabell
- 2006–2009: Degrassi: Nowe pokolenie (Degrassi: The Next Generation[2]) – jako Mia Jones/Marrty
- 2007: Sekret mojej córki (My Daughter's Secret) – jako Justine Dysert
- 2007: Za młodzi na ślub (Too Young to Marry) – jako Jessica Carpenter
- 2007: Poeta (The Poet) – jako Rachel Stewart
- 2007: Taniec ostatniej szansy (How She Move) – jako Tall Britney
- 2007: Ulotne fragmenty (Fugitive Pieces) – jako Bella
- 2008: The American Mall – jako Ally
- 2008: Uważaj na wilkołaka (Never Cry Werewolf) – jako Loren Hansett
- 2009: Chloe – jako Anna
- 2009: Miasto w Raju: Degrassi jedzie do Hollywood (Paradise City: Degrassi Goes Hollywood) – jako Mia Jones / Park Bom
- 2009–2017: Pamiętniki wampirów (The Vampire Diaries[2]) – jako Elena Gilbert / Katherine Pierce / Amara
- 2011: Arena − jako Lori, żona Davida
- 2011: Współlokatorka (The Roommate) – jako Maria
- 2012: Charlie (The Perks of Being a Wallflower[2]) – jako Candace
- 2014: The Originals – jako Tatia Petrova
- 2014: Udając gliniarzy (Let's Be Cops) – jako Josie
- 2015: Dziewczyny śmierci (The Final Girls) – jako Vicki
- 2017: Linia życia (Flatliners[2]) – jako Marlo
- 2017: Crash Pad – jako Hannah
- 2017: xXx: Reaktywacja (xXx: Return of Xander Cage[2]) jako Becky Clearidge
- 2018: Sezon na psa (Dog Days) – jako Elizabeth
- 2018: Kiedy się pojawiłaś (Then Came You) – jako Izzy
- 2019: Run This Town[2] – jako Ashley
- 2019: Lucky Day – jako Chloe
- 2021: Miłosna pułapka (Love Hard) – jako Natalie Bauer
- 2022: Redeeming Love – jako Mae
- 2023: Teściowie poszukiwani (The Out-Laws) – jako Parker McDermott
- 2023: Sick Girl – jako Wren Pepper
- 2023: Murarz. Na granicy spisku (The Bricklayer) – jako Kate Bannon
- 2024: Reunion – jako Amanda Tanner